# Cosmostigma hainanense
Cosmostigma hainanense là một loài thực vật có hoa trong họ La bố ma. Loài này được Tsiang mô tả khoa học đầu tiên năm 1941.
Loài phân bố trên đảo Hải Nam, Trung Quốc.